# Сухой лёд
Сухо́й лёд — традиционное название твёрдого диоксида углерода CO2. При атмосферном давлении и температуре выше −78,5 °С (194,65 K) сублимируется, то есть переходит в углекислый газ, минуя жидкую фазу.
По внешнему виду напоминает лёд (отсюда название). Технический сухой лёд имеет плотность около 1561 кг/м³, при возгонке поглощает около 590 кДж/кг (140 ккал/кг) теплоты.
Вырабатывается на углекислотных установках.

Сухой лёд (диоксид углерода) — низкотемпературный продукт, получаемый из жидкого или газообразного диоксида углерода. Нетоксичен. Цвет — белый.
— ГОСТ 12162-77

## История
Считается, что сухой лёд впервые был получен французским физиком Тилорье в 1835 году во время опытов по сжижению углекислого газа. Он выпустил жидкую углекислоту в подставленную колбу, значительная её часть испарилась, оставив на стенках твёрдую снегообразную субстанцию, которая и была сухим льдом. Тилорье написал о своём открытии во Французскую академию наук, не зная, что открытое им вещество представляет собой твёрдую углекислоту. В последующие 60 лет сухой лёд не имел практического применения, оставаясь в стенах лабораторий.
В 1897 году в Великобритании был выдан патент на производство твёрдой углекислоты военному медику Герберту Самуэлю Элворти (англ. Herbert Samuel Elworthy), который использовал её для производства содовой для виски.
В 1924 году в США Томас Слейт (англ. Thomas B. Slate) подал патент на коммерческую продажу твёрдой углекислоты. В 1925 году DryIce Corporation of America зарегистрировала торговую марку Dry ice («Сухой лёд»). В следующем году у корпорации появились первые крупные клиенты в лице производителей мороженого. Сухой лёд имел существенные преимущества перед использовавшейся ранее смесью льда с солью: он давал более низкую температуру и не оставлял воды. Со временем название «сухой лёд» стало нарицательным и в 1932 году торговую марку аннулировали.

## Применение
Используется главным образом как дешёвый и компактный источник холода для охлаждения пищевых продуктов (например, мороженого) при их транспортировке и хранении без использования холодильных установок. Может быть использован для шоковой заморозки продуктов и лабораторных образцов, газирования напитков, изготовления мороженого, предотвращения таяния ледяных скульптур и так далее.
Может использоваться как источник углекислого газа для защиты продуктов от насекомых и других вредителей без использования токсичных веществ в складских помещениях и контейнерах с контролируемым составом атмосферы.
В воде сублимация сухого льда ускоряется, что создаёт плотные облака тумана, которые используются для развлекательных целей на концертах, в театрах, ночных клубах и других местах; для этого используются специальные дымовые машины.
Может использоваться как приманка в ловушках для комаров и других насекомых-паразитов, которых приманивает углекислый газ.
Сухой лёд используют сантехники, которые им обкладывают трубу, формируя внутри ледяную пробку, перекрывающую воду в нужном месте. Таким способом можно замораживать трубы диаметром до 100 мм.
Также используется в лабораториях, машиностроении, сельском хозяйстве и других отраслях.

## Безопасность
Длительное (несколько секунд) воздействие сухого льда может привести к серьёзным повреждениям кожи в результате обморожения, поэтому при работе настоятельно рекомендуется использовать перчатки. При проглатывании вызывает тяжёлые травмы пищеварительных путей.
Сухой лёд, особенно активно при контакте с водой, возгоняется в значительное количество углекислого газа, который может представлять смертельную опасность в закрытых помещениях. ПДК углекислого газа в воздухе составляет 9 г/м³ (0,5 %), максимально допустимая кратковременная (меньше 15 минут) ПДК углекислого газа составляет 54 г/м³ (3 %). Более высокие концентрации могут вызвать интоксикацию (гиперкапнию), которая в зависимости от тяжести сопровождается различными симптомами, включая дезориентацию, панику, потерю сознания, кому и смерть. Поэтому сухой лёд должен использоваться только на открытом воздухе или в хорошо проветриваемом помещении. По этой причине в контексте лабораторной безопасности сухому льду присвоена S-фраза S9.
Промышленный сухой лёд может содержать загрязняющие вещества, которые делают его небезопасным для прямого контакта с пищевыми продуктами. Крошечные гранулы сухого льда, используемые при струйной очистке сухим льдом, не содержат масляных остатков.

Маркировка UN 1845 для сухого льда

Хотя сухой лёд не классифицируется Европейским Союзом как опасное вещество или Министерством транспорта Соединённых Штатов Америки как опасный материал для наземного транспорта, при перевозке воздушным или водным транспортом он регулируется как опасный товар, и инструкция 954 по упаковке ИАТА (ИАТА PI 954) требует, чтобы он был специально маркирован, включая ромбовидную чёрно-белую этикетку, ООН № 1845. Кроме того, должны быть предусмотрены меры для обеспечения надлежащей вентиляции упаковки, чтобы она не взорвалась от повышения давления внутри. Федеральное авиационное управление США разрешает авиапассажирам перевозить в зарегистрированном багаже либо в ручной клади до 2,5 кг (5,5 фунтов) сухого льда на человека, если он используется для охлаждения скоропортящихся грузов.

### Несчастные случаи
- В 1978 году в Колледж-Парк, Мэриленд погиб лаборант, изготовляя дым из сухого льда для Хеллоуина[14].
- В 2018 году в Вашингтоне погибла женщина и ещё одна серьезно пострадала от выделения углекислого газа из четырёх охлаждавшихся сухим льдом контейнеров в плотно закрытом салоне автомобиля службы доставки[15].
- Аналогичный случай в том же году произошёл в Спринг-Лейк-Парк, Миннесота: в своей машине задохнулся 58-летний экспедитор[16].
- 28 февраля 2020 года в Москве группа инстаграм-блогеров, собравшаяся на день рождения одной из них, высыпала в закрытом помещении в бассейн большое количество (сообщалось от 25 до 60 кг) сухого льда. В результате погибло 3 человека и ещё несколько пострадали[17][18].
- В марте 2020 года в Москве на праздновании детского дня рождения аниматор высыпал сухой лёд на голову четырехлетнему ребёнку, в результате чего он получил отморожения лица и головы I и II степени[19].

## Комментарии
1. ↑  Из-за большей, чем у воздуха, теплопроводности воды.